# 恋するための3つのルール
『恋するための3つのルール』（原題：Mickey Blue Eyes）は、1999年のアメリカ合衆国の映画。

## キャスト
※括弧内は日本語吹替
- マイケル・フェルゲイト - ヒュー・グラント（森田順平）
- ジーナ・ヴィターレ - ジーン・トリプルホーン（高橋理恵子）
- フランク・ヴィターレ - ジェームズ・カーン（池田勝）
- ヴィトー・グラツィオージ - バート・ヤング（佐々木敏）
- フィリップ・クロムウェル - ジェームズ・フォックス（稲葉実）
- ヴィニー・ダゴスティーノ - ジョー・ヴィテレリ
- キャロル - マディ・コーマン
- コーネル捜査官 - ジェリー・ベッカー（金尾哲夫）
- ルイス捜査官 - スコット・トンプソン（桐本琢也）
- リッチー・ヴィターレ - ポール・レイザー
- ジョニー・グラツィオージ - ジョン・ヴェンティミリア
- アンジェロ - トニー・ダロウ
- アル - ヴィンセント・パストーレ
- サンテ - フランク・ペレグリノ（稲葉実）
- ヘレン - マーガレット・デヴァイン
- ジーン・モーガンソン - マーク・マーゴリス

## サウンドトラックCD
映画のオリジナル・サウンドトラックCDは、1999年8月24日にミラン・レコードから米国でリリースとなった。(日本盤は2000年9月20日発売)収録曲は以下の通り：
1. Rosemary Clooney –	Mambo Italiano マンボ・イタリアーノ  2:31
2. Frank Simms – Luna Mezzo Mare ルナ・メッゾ・メア  1:57
3. Basil Poledouris – Truckers On Time 時間厳守の配達人 0:46
4. Clarence "Frogman" Henry – (I Don't Know Why) But I Do バット・アイ・ドゥ  2:19
5. Dean Martin – On An Evening In Roma イヴニング・イン・ローマ  2:22
6. Basil Poledouris – Going To Gina ジーナのところへ 1:26
7. Wolfgang Hammerschmid – Wedding Reception 結婚式 1:33
8. Achille Togliani – Violino Tzigano ジプシー・ヴァイオリン 3:10
9. Paolo Conte – Come Di コメ・ディ 3:58
10. Basil Poledouris – Ricochet 跳弾 0:55
11. Basil Poledouris – Gina Runs From Ambulance 救急車から 2:09
12. Louis Prima – Just A Gigolo/I Ain't Got Nobody ジャスト・ア・ジゴロ～アイ・エイント・ガット・ノーバディ 4:42
13. Basil Poledouris – Johnny's Funeral ジョニーの葬式 1:08
14. Clarence "Frogman" Henry – Your Picture ユア・ピクチャー 2:47
15. Wolfgang Hammerschmid – Death Is OK By Me 死をも受け入れ 1:22
16. Wolfgang Hammerschmid – Final Waltz 最後のワルツ 1:36
17. Basil Poledouris – Gina Explains ジーナの説明 2:00
18. Louis Prima – Buona Sera ボナ・セーラ 2:57
19. Wolfgang Hammerschmid – F****** Cookie! フォーチューン・クッキー (ボーナス・トラック) 1:30